# アーネスト・シャクルトン (極地補給船)
アーネスト・シャクルトン（RRS Ernest Shackleton）はイギリス南極研究所 (British Antarctic Survey)によって運用され、イギリスの南極基地に対する人員・物資の輸送に使用される耐氷船である。船名は南極探検家のアーネスト・シャクルトンに因む。

## 概要
極地での海運事業を専門とするノルウェーのRieber Shipping A/Sによって発注され、レイルヴィクのKvarner Kleven Leirvik A/Sで1995年に建造された。当初の船名は「MVポーラー・クィーン」であり、本格的な砕氷能力は持たないものの、船体は二重船体構造で氷海の航海に対応した強度設計となっている（氷海船級はDNV ICE-05）。
1999年8月、退役する補給船「RRSブランスフィールド」の後継としてイギリス南極研究所に長期傭船され、この際に現在の船名に改名しフォークランド諸島のスタンリーに母港を移した。
船内には37の船室があり、50名の基地交代要員・研究者を観測基地へ運ぶことができる。物資の輸送能力としては甲板下に3000m3の貨物を積載し、この荷役用として甲板の右舷側に30tクレーンを備える。また本船が接岸できない場合は、搭載した上陸用舟艇「トゥーラ(Tula)」によって積荷の陸揚げを行う。船尾甲板は重量10tまでのヘリコプターが発着可能なヘリデッキとなっている。
南極が夏季の間に補給活動を行うため、イミンガムでイギリス本国からの貨物を積載して11月に出港しケープタウン経由で12月に南極に到着する。そして南半球の夏が終わる4月までの間、南極とフォークランドとの間を往復して人員と物資を届け廃棄物を回収する。補給先には南極のハリー研究基地とロゼラ研究基地のほか、サウス・オークニー諸島や亜南極のサウスジョージア諸島に設けられた観測拠点も含まれる。
イギリス南極研究所が運用するもう一隻のRRSジェームズ・クラーク・ロスが極地での科学研究に重点を置くのに対して、RRSアーネスト・シャクルトンは主として観測拠点への輸送を任務としているが、船内にはドライラボとウェットラボ（各45m2）を備えており科学的な任務に携わることも可能である。
RRSアーネスト・シャクルトンは2019年に傭船契約期間が満了となり、僚船のRRSジェームズ・クラーク・ロスも更新時期を迎えることから、この2隻を新造する大型の砕氷船1隻へ置き換える計画が進められている。。